# آشپزخانه (فیلم ۱۹۹۷)
آشپزخانه (انگلیسی: Kitchen) یک فیلم درام هنگ کنگی است که در سال ۱۹۹۷ منتشر شد.